# Astaenomoechus paniculus
Astaenomoechus paniculus är en skalbaggsart som beskrevs av Henry Fuller Howden och Gill 2003. Astaenomoechus paniculus ingår i släktet Astaenomoechus och familjen Hybosoridae. Inga underarter finns listade.